# Ommatauxesis macrops
Ommatauxesis macrops là một loài nhện trong họ Toxopidae. Chúng được miêu tả năm 1903 bởi Eugène Simon, và chỉ được tìm thấy ở Australia.
Ban đầu, chúng được xếp vào họ Cybaeidae, sau được di chuyển về họ Toxopidae vào năm 1967, và đến họ Toxopidae vào năm 2017.